# Curtis Gordon
Curtis Gordon (* 27. Juli 1928; † 2. Mai 2004) war ein US-amerikanischer Country- und Rockabilly-Sänger. Sein Beiname war „Mr. Personality“.

## Leben

### Kindheit und Jugend
Curtis Gordon wurde schon als kleiner Junge von den damaligen Größen der Country-Musik Ernest Tubb und Bob Wills beeinflusst. Zudem hörte er sich oft alte Platten von Jimmie Rodgers an, die ihn ebenfalls nachhaltig beeinflussten. Nachdem er einen lokalen Talentwettbewerb gewonnen hatte, verließ Gordon die Schule als Jugendlicher, um seine eigene Band zu gründen. Doch schon bald kehrte er wegen seiner Eltern zur Schule zurück, spielte jedoch weiterhin in einer Band.

### Karriere
Nachdem er 1952 mit seiner eigenen Western-Swing-Band einen Wettbewerb in Atlanta gewonnen hatte, bekam er einen Plattenvertrag bei RCA Victor. Gordons ersten Aufnahmen dort waren ein Gemisch aus dem Western Swing Bob Wills’ und Hank Thompsons sowie dem Honky Tonk Ernest Tubbs, womit sie zu dem sogenannten Country Boogie gehörten. Ein gutes Beispiel ist hier Rompin’ and Stompin’ von 1953. Im selben Jahr hatte er Gelegenheit, erste Auftritte in der Grand Ole Opry zu bestreiten und als Hintergrundmusiker für Tubb und Hank Snow zu spielen. Ab 1953 war Gordon zudem regelmäßig in der lokalen Country-Show Dixie Barn Dance auf WKAB in Mobile zu Gast.
Nach zwei relativ erfolgreichen Jahren bei RCA wechselte Gordon 1954 zu Mercury Records. Ab 1956 änderte er seine Musik in Richtung Rockabilly. Seine Titel Mobile, Alabama und Draggin’ von 1956 wurden zu Klassikern des Genres. Währenddessen hatte er in Mobile seine eigene Radioshow. Doch der große Durchbruch gelang ihm nicht, auch wenn einige seiner Titel von George Jones neu aufgenommen wurden und er mit dem erfolgreichen Country-Sänger Roger Miller befreundet war.
Seinen letzten Plattenvertrag hatte Gordon in den frühen 1960er-Jahren bei Dollie Records, danach leitete er bis in die 1980er Jahre einen Tanzklub in Georgia. Während des Rockabilly-Revivals trat Gordon wieder öffentlich auf und wurde auch in Europa bekannt.
Curtis Gordon starb 2004 im Alter von 76 Jahren. Er wurde wegen seiner Verdienste um die Rockabilly-Musik in die Rockabilly Hall of Fame aufgenommen.

## Diskografie

### Singles
| Jahr                    | Titel                                                         | Anmerkungen                        |
| ----------------------- | ------------------------------------------------------------- | ---------------------------------- |
| RCA Victor              |                                                               |                                    |
| 1952                    | The Greatest Sin / You Ain’t Seen Nothin’ Yet                 |                                    |
| 1953                    | If You Tell Me One More Lie / What’s a Little Pride           |                                    |
| 1953                    | Rocky Road of Love / Rompin’ and Stompin’                     |                                    |
| 1953                    | I Just Don’t Love You Anymore / Where You’d Get So Much Of    |                                    |
| 1953                    | Little Bo-Peep / Tell ‘Em No                                  |                                    |
| 1954                    | I’d Do It for You / You Crazy, Crazy Moon                     |                                    |
| 1954                    | Divided Heart / Caffeine and Nicotine                         |                                    |
| 1954                    | Baby, Baby Me / I’d Like to Tell To                           |                                    |
| Mercury Records         |                                                               |                                    |
| 1955                    | Chopsticks Mambo / Don’t Trade                                |                                    |
| 1955                    | Blue Lifetime / Baby, Please Come Home                        |                                    |
| 1955                    | Our Secret Rendezvous / Girl With a Future                    |                                    |
| 1956                    | Too Young to Know / Hello, Old Broken Heart                   |                                    |
| 1956                    | Draggin’ / Mobile, Alabama                                    |                                    |
| 1956                    | Play the Music Louder / Hey, Mr. Sorrow                       |                                    |
| 1957                    | So Tired of Crying / I Know My Baby’s Gone                    |                                    |
| 1957                    | Sittin’ on Top (Of The World) / Out to Win Your Heart         | veröffentlicht bei Mercury-Starday |
| 1957                    | Cry, Cry / Sixteen                                            | veröffentlicht bei Mercury Starday |
| 1957                    | I Wouldn’t / Please, Baby, Please                             | veröffentlicht bei Mercury Starday |
| Dollie Records          |                                                               |                                    |
| 1961                    | Oh, Lonely Heart / Each Time You Go                           |                                    |
| 1962                    | From Memphis to New Orleans / For the Last Time               |                                    |
| Unveröffentlichte Titel |                                                               |                                    |
|                         | - One Blue Moon, One Broken Heart - Rock, Roll, Jump and Jive | Mercury Records                    |
|                         | - My Broken Heart Still Knows                                 | unbekannt                          |

### Alben
- 1952: You Ain’t Seen Nothing Yet (Bear Family)
- 1985: Rock, Roll, Jump and Jive (Bear Family)
- 1998: Play the Music Louder (Bear Family)